# Beth Ditto
Beth Ditto, pseudonimo di Mary Beth Patterson (Searcy, 19 febbraio 1981), è una cantante statunitense, frontwoman del gruppo musicale Gossip.

## Biografia
Nel febbraio 2009 compare senza veli sulla copertina del primo numero di Love, una rivista inglese. Nello stesso anno crea una linea di abbigliamento per Evans e afferma in un'intervista che l'essere obesa stimola la sua creatività nel vestirsi. Nell'ottobre 2009 appare sulla copertina di Rolling Stone Italia. Il 3 aprile 2017 ha annunciato la pubblicazione del suo primo album da solista, Fake Sugar, previsto per il 16 giugno 2017; l'annuncio è stato accompagnato dalla pubblicazione del singolo Fire.

### Vita privata
Nel 2006 scatena una controversia quando, durante un'intervista per il periodico New Musical Express, dichiara di aver mangiato scoiattoli da bambina. Apertamente lesbica, è nota per il suo supporto verso i diritti della comunità LGBT. Il 24 luglio 2013 ha postato su Facebook la foto del matrimonio sull'isola di Maui, nelle Hawaii, con la sua assistente Kristin Ogata. Il matrimonio si è concluso nel 2017.

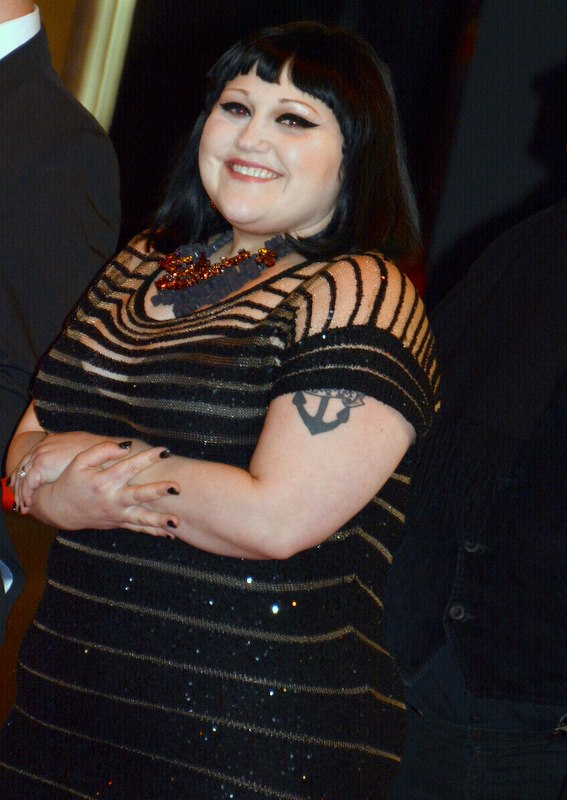
Beth Ditto nel 2014

## Discografia solista

### Album in studio
- 2017 – Fake Sugar

### Extended play
- 2011 – EP

### Singoli
- 2017 – Fire
- 2018 – I'm Alive

## Filmografia
- Don't Worry (Don't Worry, He Won't Get Far on Foot), regia di Gus Van Sant (2018)
- On Becoming a God in Central Florida – serie TV, 10 episodi (2019)
- Monarch - La musica è un affare di famiglia (Monarch) – serie TV, 11 episodi (2022)

## Riconoscimenti
- 2008 - Glamour Awards - International Artist Of The Year - Vinto
- 2007 - NME Awards - Sexiest Woman Of The Year - Nominata
- 2006 - NME Awards - Coolest Person In Rock - Vinto[11]